# Enzo Musco
Enzo Musco (Carlentini, 8 luglio 1944 – Roma, 11 giugno 2021) è stato un giurista italiano.

## Biografia
Conseguita la laurea in giurisprudenza nel 1966 presso l'Università di Catania, ha svolto attività di ricerca in diritto penale presso l'Università Cattolica di Milano e, a partire dal 1972, presso l'Istituto Max Planck per il diritto penale internazionale e comparato di Friburgo in Brisgovia, sotto la guida del prof. Hans Heinrich Jescheck.
Nel 1979 è diventato ordinario di diritto penale alla facoltà di giurisprudenza dell'Università di Catania (ove già insegnava diritto penale alla facoltà di economia sin dal 1974), e ha rivestito tale qualifica presso la facoltà di Giurisprudenza dell'Università "Tor Vergata" di Roma sino all'anno accademico 2013/2014, sostituito poi da Roberto Rampioni. Per circa un decennio è stato titolare dell'insegnamento di diritto penale presso l'Accademia della Guardia di Finanza e titolare dell'insegnamento di diritto penale societario presso la Scuola di polizia tributaria dello stesso Corpo fino al 2003. Ha svolto ricerca sul diritto penale dell'economia. Tra le sue opere figurano un manuale di diritto penale commerciale e una raccolta di studi di diritto penale tributario. In questa branca del diritto, si ispira a Giuseppe Auletta e Tullio Ascarelli.
Fra i suoi studi di teoria generale del diritto penale figurano Bene giuridico e tutela dell'onore (1974), La misura di sicurezza detentiva (1978) e L'Illusione penalistica (2004). Nel 1984 è coautore, con Ettore Gallo, della monografia Delitti contro l'ordine costituzionale. Con Giovanni Fiandaca ha scritto un manuale di diritto penale. È membro dell'International Academy of Trial Lawyers e lo è stato della commissione per l'attuazione dello statuto istitutivo della Corte penale internazionale. Per diversi anni ha collaborato con l'ILANUD, l'istituto delle Nazioni Unite per le ricerche in materia criminale, che si trova in Costa Rica.
Come coordinatore del gruppo penalistico della Commissione ministeriale sulla riforma del diritto societario, ha contribuito alla stesura del D.Lgs. n. 61 del 14 aprile 2002, che ha modificato la disciplina dei reati societari. 
È stato condirettore della Rivista italiana di diritto e procedura penale, della Rivista penale italiana, della Rivista Rassegna tributaria, della Rivista penale di lingua spagnola, nonché della collana di studi penalistici Itinerari di diritto penale e della collana Quaderni penali.

## Opere

### Manuali
- Fiandaca G. - Musco E., Diritto penale: parte generale, VI ed., Zanichelli, Bologna, 2010
- Fiandaca G. - Musco E., Diritto penale: parte speciale, Vol. I, IV ed., Zanichelli, Bologna, 2008
- Fiandaca G. - Musco E., Diritto penale: parte speciale - I delitti contro la persona, Vol. I, Tomo I, III ed., Zanichelli, Bologna, 2011
- Fiandaca G. - Musco E., Diritto penale: parte speciale - I delitti contro il patrimonio, Vol. I, Tomo II, V ed., Zanichelli, Bologna, 2008
- Musco E. - Ardito F., Diritto penale tributario - con appendice di diritto processuale, Zanichelli, Bologna, 2010
- Musco E. (a cura di), Diritto penale tributario, III ed., Milano, Giuffrè, 2002
- Musco E., Diritto penale societario, Milano, Giuffrè, 1999
- Musco E. (con la collaborazione di Maria Novella Masullo), I nuovi reati societari, III ed., Milano, Giuffrè, 2007

### Monografie
- Musco E., Bene giuridico e tutela dell'onore, Giuffrè, Milano, 1974
- Gallo E.- Musco E., Delitti contro l'ordine costituzionale, Patron, Bologna, 1984
- Musco E., La misura di sicurezza detentiva: profili storici e costituzionali, Milano, 1978
- Musco E., La pena pecuniaria, Catania, 1982
- Musco E., L'illusione penalistica, Giuffrè, Milano 2004

### Articoli
- La contestazione dei reati colposi, in Riv. it. dir. proc. pen., 1971
- Le misure di sicurezza nel recente progetto di riforma del primo libro del codice penale: appunti critici e proposte alternative, in Jus, 1974
- Bilanci “anomali” e false comunicazioni sociali: identificazione inevitabile?, in Giur. comm., 1981
- Mafia e istituzioni, in scritti in memoria di G.Costa, Milano, 1982
- Politica criminal en Europa, in Revista trimestral, 1982
- Variazioni minime in tema di pericolosità presunta, in Riv. it. dir. proc. pen., 1982
- L'aggiotaggio bancario davanti alla Corte costituzionale: una certezza ed un dubbio, in Riv. it. dir. proc. pen., 1983
- Esiste ancora il reato di diffamazione?, Analisi di un clamoroso caso giudiziario, 1983
- Quale statuto penale per gli operatori bancari?, in Studi in memoria di G. Delitala, 1984
- Note critiche in tema di abuso di sovvenzioni in diritto penale, in Studi in onore di C. Sanfilippo, 1984
- La riforma del sistema sanzionatorio, in Scritti in onore di G. Auletta, 1988
- La premialità nel diritto penale, in L'indice pen., 1986
- Attentati contro i diritti politici del cittadino, in Digesto disc. pen., 1987
- Diritto penale e politica: conflitto, coesistenza o cooperazione?, in Nomos, 1989
- Una questione penalistica in tema di illecito acquisto di azioni proprie, in Foro it., 1989
- Massregeln der Besserung und Sicherung im strafrectlichen Rechtsfolgensystem Italiens, in ZStW, 1990
- voce Stampa (reati di), in Enciclopedia del diritto, vol. XLIII, 1990
- A proposito del diritto penale “comunque ridotto”, in Questione giust., 1991
- La disciplina penale delle offerte pubbliche di titoli, in Riv. pen. econom., 1993
- Omissione di soccorso, in Digesto disc.pen., 1994
- Perdita di legittimazione del diritto penale?, in Riv. it. dir. proc. pen., 1994
- Consenso e legislazione penale, in Studi in memoria di R. Dell'Andro, 1994
- Le attuali proposte di riforma in tema di corruzione e concussione, in Revisione e riformulazione delle norme in tema di corruzione e concussione, Bari, 1996
- Funzioni e limiti del sistema penale, in Riv. Guardia fin., 1996
- Misure di sicurezza, in Enciclopedia del diritto (Aggiornamento), 1997
- I collaboratori di giustizia tra pentitismo e calunnia: problemi e prospettive (conferenza all'Accademia dei Lincei), 1999
- La tutela penale societaria e il falso in bilancio tra limiti normativi e ambiguità interpretative, in Controlli societari e governo dell'impresa, Torino, 1999
- La riforma del diritto penale tributario, in Riv. Guardia fin., 1999

| Controllo di autorità | VIAF (EN) 24681589 · ISNI (EN) 0000 0000 2452 3544 · SBN CFIV041390 · LCCN (EN) n84114091 · BNF (FR) cb12373582p (data) |